# Ik hoor je
Ik hoor je is een lied van de Nederlandse rapper Ice in samenwerking met de Marokkaans-Belgische rapper Dystinct, de Nederlandse rapper Ashafar en de Nederlandse producer Yam. Het werd in 2022 als single uitgebracht.

## Achtergrond
Ik hoor je is geschreven door Iliass Mansouri, Khalid Alterch, Yassine Alaoui Mdaghri en Zakaria Abouazzaoui en geproduceerd door Yam. Het is een nummer dat past in het genre nederhop met effecten uit de afroswing. In het lied rappen en zingen de artiesten over communiceren met hun geliefde. Dit doen zij deels in het Nederlands en deels in het Frans. 
Het is de eerste keer dat de vier artiesten met elkaar samenwerken. Dystinct en Yam herhaalden de samenwerking op Därba 9adiya.

## Hitnoteringen
De artiesten hadden bescheiden succes met het lied in Nederland. Het stond op de honderdste plaats van de Single Top 100 in de enige week dat het in deze hitlijst te vinden was. De Top 40 en haar Tipparade werden niet bereikt.